# Piprites
A Piprites a madarak osztályának verébalakúak (Passeriformes) rendjébe és a királygébicsfélék (Tyrannidae) családjába tartozó Pipritinae alcsalád egyetlen neme.
Besorolásuk erősen vitatott, egyes rendszerezők szerint a kotingafélék (Cotingidae) családjához tartoznak, de sorolják a piprafélék (Pipridae) közé is.

## Rendszerezés
A nembe az alábbi 3 faj tartozik:
- Piprites chloris
- Piprites griseiceps
- Piprites pileata vagy Piprites pileatus